# اول (آلمان)
اول (به آلمانی: Auel) یک شهر در آلمان است که در ایالت راینلاند-فالتس واقع شده‌است. اول ۲۳۴ نفر جمعیت دارد.